# Condado de Sturgeon
El condado de Sturgeon es un distrito municipal canadiense situado en la provincia de Alberta.

## Superficie
Sturgeon tiene una superficie de 2084,24 km².

## Demografía
En 2021, tenía 20 061 habitantes, una densidad poblacional de 9,6 hab./km², y 7599 viviendas.